# ND Gorica
ND Gorica este o echipă de fotbal din Nova Gorica, Slovenia.

## Titluri
Ligă
- PrvaLiga (Slovenia):

Campioni (4): 1996, 2004, 2005, 2006
Locul 2 (4): 1999, 2000, 2007, 2009
Cupă
- Cupa Sloveniei:

Campioni (2): 2001, 2002, 2014
Locul 2 (1): 2005
- Supercupa Sloveniei:

Campioni (1): 1996

## Lotul curent
Din august 2009
| Nr. |          | Poziție | Jucător           |
| --- | -------- | ------- | ----------------- |
| 2   | Slovenia | F       | Dragoljub Nikolič |
| 4   | Slovenia | M       | Gorazd Gorinšek   |
| 6   | Slovenia | F       | Aris Zafirovič    |
| 7   | Slovenia | M       | Amedej Vetrih     |
| 9   | Slovenia | F       | Gregor Balažic    |
| 10  | Slovenia | M       | Admir Kršić       |
| 11  | Slovenia | A       | Etien Velikonja   |
| 12  | Slovenia | P       | Vasja Šimčič      |
| 13  | Slovenia | M       | Domen Fratina     |
| 14  | Slovenia | F       | Matija Škarabot   |
| 18  | Slovenia | A       | Sandi Arčon       |
| 19  | Slovenia | M       | Sebastjan Komel   |

| Nr. |                       | Poziție | Jucător          |
| --- | --------------------- | ------- | ---------------- |
| 20  | Bosnia și Herțegovina | F       | Goran Galesić    |
| 21  | Slovenia              | M       | Matej Mlakar     |
| 22  | Slovenia              | P       | Mitja Pirih      |
| 24  | Bosnia și Herțegovina | M       | Enes Demirović   |
| 25  | Slovenia              | A       | Ivan Brečević    |
| 27  | Slovenia              | M       | Goran Cvijanović |
| 28  | Slovenia              | A       | Dejan Žigon      |
| 29  | Croația               | F       | Bojan Đukič      |
| 30  | Slovenia              | P       | Dragan Žilič     |
| 31  | Slovenia              | M       | Danijel Rakušček |
| 32  | Slovenia              | A       | Milan Osterc     |
| 35  | Slovenia              | F       | Miha Gregorič    |

## Jucători notabili
| Slovenia - Sandi Valentinčič - Željko Mitrakovič - Anton Žlogar - Borut Mavrič - Aleksander Rodić - Matej Mavrič - Miran Burgič - Aleš Kokot - Andrej Komac - Miran Srebrnič - Valter Birsa - Jani Šturm - Bojan Jokič - Marko Šuler - Tim Matavž | Serbia - Novica Nikčevič Muntenegru - Nikola Nikezić Moldova - Vladislav Lungu Nigeria - Abdulrazak Ekpoki Italia - Ugo Cernot |